# اللغة الليقية
اللغة الليقية هي واحدة من اللغات الهندية الأوروبية البائدة؛ والتي كانت محكية في منطقة ليقيا جنوب غربي الأناضول (حالياً في تركيا) أواخر العصر الحديدي. تعود أغلب النصوص والمخطوطات بهذه اللغة إلى القرنين الخامس والرابع قبل الميلاد؛ كما عثر على آثار من شواهد قبور مخطوطة بهذه اللغة.